# 西高須停留場
西高須停留場（日语：／ Nishi takasu teiryūjō */?），是位於高知縣高知市葛島一丁目，土佐電交通後免線的電車站。

## 歷史
- 1964年（昭和39年）8月30日 - 土佐電氣鐵道電車站啟用[1]。
- 2014年（平成26年）10月1日 - 土佐電氣鐵道、高知縣交通（日语：高知県交通）和土佐電Dream Service（日语：土佐電ドリームサービス）合併，土佐電交通成立[2]。成為土佐電交通的電車站。

## 電車站構造
電車站是建造在專用路軌上，設有2面2線的相對式乘車處。南邊為播磨屋橋方向月台，北邊為後免町方向月台。

## 電車站周邊
電車站北邊設有國道195號，該國道與電車線並行。電車前往鄰站葛島橋東詰停留場之間會使用專用路軌，並進入另一條國道。
由於電車站北邊設有Sunny Mart高須店，因此此電車站較多購物客。

## 巴士路線
在「西高須」巴士站中設有以下巴士路線停靠。
| 乘車處   | 系統                                 | 主要途經                   | 目的地             | 巴士公司   | 備註               |
| -------- | ------------------------------------ | -------------------------- | ------------------ | ---------- | ------------------ |
|          | K2                                   | 介良通、本江田橋、中野團地 | 潮見台三丁目       | 土佐電交通 | 星期六及日暫停服務 |
| J1       | 縣立美術館通、高知醫療中心           | 種崎                       |                    | 土佐電交通 |                    |
| J2       | 縣立美術館通、高知醫療中心、十市繞道 | 後免町                     |                    | 土佐電交通 |                    |
|          | K1,K2-T1                             | 播磨屋橋                   | 棧橋車廠           | 土佐電交通 |                    |
| K2-C1    | 播磨屋橋                             | 縣廳前                     | 星期六及日暫停服務 | 土佐電交通 |                    |
| J1,J2-G1 | 播磨屋橋                             | 高知站                     |                    | 土佐電交通 |                    |

## 相鄰電車站
土佐電交通
後免線
縣立美術館通－西高須－葛島橋東詰

## 注腳
1. ↑  今尾惠介（監修）. . 11 中国四国. 新潮社. 2009: 60. ISBN 978-4-10-790029-6 （日语）.
2. ↑  上野宏人. . 毎日新聞 (毎日新聞社). 2014-10-02 （日语）.
3. 1 2 3  川島令三. . 【図説】 日本の鉄道. 第2巻 四国西部エリア. 講談社. 2013: 37・91頁. ISBN 978-4-06-295161-6 （日语）.
4. ↑  川島令三.  四國篇. 草思社（日语：草思社）. 2007: 292. ISBN 978-4-7942-1615-1 （日语）.
5. ↑  . 高知新聞社（日语：高知新聞社）. 1998: 86. ISBN 4-87503-268-4 （日语）.